# Ethan Torchio
Ethan Torchio (Roma, 8 de outubro de 2000) é um baterista profissional e compositor italiano. Em 2015, Torchio se tornou baterista da banda Måneskin, vencedora do Festival de Sanremo 2021 e, posteriormente, no mesmo ano, o Eurovisão da Canção 2021, representando a Itália, com a canção "Zitti e buoni".

## Início de vida, educação e família
Ethan Torchio nasceu na capital italiana de Roma em 8 de outubro de 2000, sendo o segundo integrante mais jovem do grupo, após Thomas Raggi. Ethan Torchio é filho de um diretor cinematográfico, e possui oito irmãos, que são frutos dos três casamentos diferentes deste.
Desde a juventude, mostrou-se interessado pela música tendo recebido aulas de bateria, citando entre suas influências os bateristas Art Blakey, Buddy Rich, Max Roach, Phil Collins, Neil Peart, John Bonham, Dave Weckl, Steve Gadd, Benny Grab e Jojo Mayer. Sua principal inspiração como profissional é Stewart Copeland, do The Police.
Torchio revelou, durante uma entrevista para a revista Rolling Stone, que passou a se interessar pela música com apenas cinco anos de idade, após escutar pela primeira vez a canção "All of My Love", da banda britânica Led Zeppelin.

## Carreira
Ao contrário dos outros integrantes do Måneskin, que se conheceram na época de escola — com De Angelis e Raggi tendo prestado o ensino fundamental juntos e, durante o ensino médio, com o vocalista do grupo, Damiano David —, o baterista encontrou o grupo em 2015, pouco antes de sua fundação, através de um anúncio publicado no Facebook, que afirmava estar "procurando músicos em Roma".
Em 2017, após dois anos performando como artistas de rua, a banda decidiria se inscrever na 11.ª temporada do X Factor Italia, participação que lhes rendeu a segunda posição dentre os outros participantes e um contrato assinado com a Sony Music. No mesmo ano, o Måneskin lançaria sua primeira gravação profissional, o extended play Chosen, e, em setembro do ano seguinte, seu primeiro álbum de estúdio, Il ballo della vita.
Em 2021, o grupo atingiu sucesso internacional após vencerem ambas as edições dos Festival de Sanremo e Eurovisão da Canção. No mesmo ano, a banda lançou o álbum de estúdio Teatro d'ira: Vol. I.

## Vida pessoal
Ao ser perguntado sobre sua sexualidade, o baterista se descreveu como "sexualmente livre". Torchio revelou em uma entrevista que, por ter vindo de uma família numerosa, naturalmente possui o desejo construir uma família no futuro.